# Championnats du Japon de patinage artistique

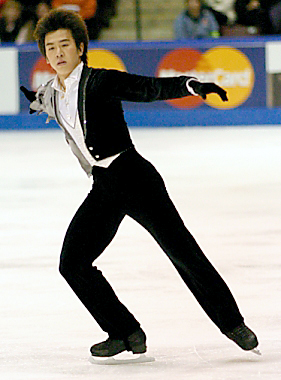
Takeshi Honda

Les Championnats  du Japon de patinage artistique (en japonais : 全日本フィギュアスケート選手権}) sont organisés chaque année.

## Palmarès
| Date                                                                            | Lieu       | Messieurs          | Dames             | Couples                                | Danse                                   |
| ------------------------------------------------------------------------------- | ---------- | ------------------ | ----------------- | -------------------------------------- | --------------------------------------- |
| 1930                                                                            | Nikkō      | Makoto Kubo        |                   |                                        |                                         |
| 1931                                                                            | Sendai     | Kazuyoshi Oimatsu  |                   |                                        |                                         |
| 1932                                                                            | Shimosuwa  | Kingo Sato         |                   |                                        |                                         |
| 1933                                                                            | Tōkyō      | Toshikazu Katayama |                   |                                        |                                         |
| 1934                                                                            | Tōkyō      | Toshikazu Katayama |                   |                                        |                                         |
| 1935                                                                            | Tōkyō      | Toshikazu Katayama | Etsuko Inada      |                                        |                                         |
| 1936                                                                            | Tōkyō      | Seiji Kitagawa     | Tamako Togo       |                                        |                                         |
| 1937                                                                            | Tōkyō      | Toshikazu Katayama | Etsuko Inada      |                                        |                                         |
| 1938                                                                            | Tōkyō      | Toshikazu Katayama | Etsuko Inada      |                                        |                                         |
| 1939                                                                            | Tōkyō      | Hiroshi Kanda      | Etsuko Inada      |                                        |                                         |
| 1940                                                                            | Tōkyō      | Ryusuke Arisaka    | Etsuko Inada      |                                        |                                         |
| 1941                                                                            | Tōkyō      | Ryusuke Arisaka    | Etsuko Inada      |                                        |                                         |
| Pas de compétitions entre 1942 et 1946 en raison de la Seconde Guerre mondiale. |            |                    |                   |                                        |                                         |
| 1947                                                                            | Hachinohe  | Ryusuke Arisaka    | Yoshiko Tsukioka  |                                        |                                         |
| 1948                                                                            | Morioka    | Ryusuke Arisaka    | Yoshiko Niwa      |                                        |                                         |
| 1949                                                                            | Suwa       | Titre non décerné  | Titre non décerné |                                        |                                         |
| 1950                                                                            | Tomakomai  | Katsumi Sakai      | Titre non décerné |                                        |                                         |
| 1951                                                                            | Nikkō      | Ryusuke Arisaka    | Etsuko Inada      |                                        |                                         |
| 1952                                                                            | Tōkyō      | Titre non décerné  | Titre non décerné |                                        |                                         |
| 1953                                                                            | Tōkyō      | Jack B. Johnston   | Yoshiko Tsukioka  |                                        |                                         |
| 1954                                                                            | Ōsaka      | Masamizu Kobayashi | Tsuyako Yamashita |                                        |                                         |
| 1955                                                                            | Tōkyō      | Kazuo Ohashi       | Tsuyako Yamashita |                                        |                                         |
| 1956                                                                            | Kyōto      | Hideo Sugita       | Junko Ueno        | ? Nishimura / ? Takizawa               |                                         |
| 1957                                                                            | Tōkyō      | Nobuo Satō         | Junko Ueno        | Sumiko Shimodaira / Masamizu Kobayashi | Satoshi Kaneko / Masami Takeuchi Yoshio |
| 1958                                                                            | Tōkyō      | Nobuo Satō         | Junko Ueno        | Sumiko Shimodaira / Masamizu Kobayashi | Satoshi Kaneko / Masami Takeuchi Yoshio |
| 1959                                                                            | Ōsaka      | Nobuo Satō         | Junko Ueno        | Kuwana Junko / ? Hashiguchi            | Satoshi Kaneko / Masami Takeuchi Yoshio |
| 1960                                                                            | Tōkyō      | Nobuo Satō         | Miwa Fukuhara     | Atsuko Onoda / ? Hashiguchi            | Satoshi Kaneko / Masami Takeuchi Yoshio |
| 1961                                                                            | Tōkyō      | Nobuo Satō         | Junko Ueno        | Hiroko Ooiwa / ? Kazuhiko              | Satoshi Kaneko / Masami Takeuchi Yoshio |
| 1962                                                                            | Ōsaka      | Nobuo Satō         | Miwa Fukuhara     | Mieko Ooiwa / Yutaka Doke              | Satoshi Kaneko / Masami Takeuchi Yoshio |
| 1963                                                                            | Tōkyō      | Nobuo Satō         | Miwa Fukuhara     | Mieko Ooiwa / Yutaka Doke              | Satoshi Kaneko / Masami Takeuchi Yoshio |
| 1964                                                                            | Tōkyō      | Nobuo Satō         | Miwa Fukuhara     | Noriko Harada / ? Hashiguchi           | Satoshi Kaneko / Masami Takeuchi Yoshio |
| 1965                                                                            | Ōsaka      | Nobuo Satō         | Miwa Fukuhara     | Titre non décerné                      | Sumiko Bessyo / Takayuki Bessyo         |
| 1966                                                                            | Tomakomai  | Nobuo Satō         | Miwa Fukuhara     | Titre non décerné                      | Noriko Yuzawa / Matsumoto Norihisa      |
| 1967                                                                            | Tōkyō      | Tsuguhiko Kozuka   | Kumiko Okawa      | ? Komako / ? Inokuti                   | Noriko Yuzawa / Matsumoto Norihisa      |
| 1968                                                                            | Tōkyō      | Tsuguhiko Kozuka   | Kumiko Okawa      | Nagasawa Kotoe / Nagakubo Hiroshi      | Mayumi Hiroshi / Tamura Masato          |
| 1969                                                                            | Tōkyō      | Tsuguhiko Kozuka   | Kazumi Yamashita  | Nagasawa Kotoe / Nagakubo Hiroshi      | Ishikawa Yoko / Nishihama Naotoshi      |
| 1970                                                                            | Ōsaka      | Yutaka Higuchi     | Kazumi Yamashita  | Nagasawa Kotoe / Nagakubo Hiroshi      | Toshie Sakurai / Motoe Sakurai          |
| 1971                                                                            | Tōkyō      | Yutaka Higuchi     | Kazumi Yamashita  | Nagasawa Kotoe / Nagakubo Hiroshi      | Keiko Atiwa / Noto Yasuyuki             |
| 1972                                                                            | Sapporo    | Yutaka Higuchi     | Kazumi Yamashita  | Nagasawa Kotoe / Nagakubo Hiroshi      | Keiko Atiwa / Noto Yasuyuki             |
| 1973                                                                            | Ōsaka      | Minoru Sano        | Emi Watanabe      | Huziko Seki / Doke Toshimitsu          | Toshie Sakurai / Motoe Sakurai          |
| 1974                                                                            | Kyōto      | Minoru Sano        | Emi Watanabe      | Titre non décerné                      | Yoshiko Nakada / Doke Toshimitsu        |
| 1975                                                                            | Hiroshima  | Minoru Sano        | Emi Watanabe      | Titre non décerné                      | Kage Misato / Masanori Takeda           |
| 1976                                                                            | Tōkyō      | Minoru Sano        | Emi Watanabe      | Yasuko Ogihara / Sumio Murata          | Kage Misato / Masanori Takeda           |
| 1977                                                                            | Tōkyō      | Minoru Sano        | Emi Watanabe      | Yasuko Ogihara / Sumio Murata          | Misa Kage / Masanori Takeda             |
| 1978                                                                            | Kyōto      | Fumio Igarashi     | Emi Watanabe      | Yasuko Ogihara / Sumio Murata          | Michiko Abe / Nozomu Sakai              |
| 1979                                                                            | Tōkyō      | Mitsuru Matsumura  | Emi Watanabe      | Yukiko Okabe / Takashi Mura            | Yumiko Kage / Tadayuki Takahashi        |
| 1980                                                                            | Tōkyō      | Fumio Igarashi     | Emi Watanabe      | Toshimi Ito / Takashi Mura             | Noriko Sato / Tadayuki Takahashi        |
| 1981                                                                            | Tōkyō      | Fumio Igarashi     | Reiko Kobayashi   | Titre non décerné                      | Noriko Sato / Tadayuki Takahashi        |
| 1982                                                                            | Tōkyō      | Fumio Igarashi     | Mariko Yoshida    | Titre non décerné                      | Noriko Sato / Tadayuki Takahashi        |
| 1983                                                                            | Tōkyō      | Shinji Someya      | Juri Ozawa        | Titre non décerné                      | Noriko Sato / Tadayuki Takahashi        |
| 1984                                                                            | Tōkyō      | Masaru Ogawa       | Masako Kato       | Titre non décerné                      | Noriko Sato / Tadayuki Takahashi        |
| 1985                                                                            | Tōkyō      | Masaru Ogawa       | Midori Itō        | Titre non décerné                      | Noriko Sato / Tadayuki Takahashi        |
| 1986                                                                            | Tōkyō      | Masaru Ogawa       | Midori Itō        | Titre non décerné                      | Tomoko Tanaka / Hiroyuki Suzuki         |
| 1987                                                                            | Tōkyō      | Masaru Ogawa       | Midori Itō        | Akiko Nogami / Yoichi Yamazaki         | Tomoko Tanaka / Hiroyuki Suzuki         |
| 1988                                                                            | Tōkyō      | Makoto Kano        | Midori Itō        | Akiko Nogami / Yoichi Yamazaki         | Tomoko Tanaka / Hiroyuki Suzuki         |
| 1989                                                                            | Tōkyō      | Makoto Kano        | Midori Itō        | Yuki Shoji / Takaya Usuda              | Kaoru Takino / Kenji Takino             |
| 1990                                                                            | Kitakyūshū | Tatsuya Fujii      | Midori Itō        | Titre non décerné                      | Kaoru Takino / Kenji Takino             |
| 1991                                                                            | Yokohama   | Masakazu Kagiyama  | Midori Itō        | Rena Inoue / Tomoaki Koyama            | Kaoru Takino / Kenji Takino             |
| 1992                                                                            | Kobe       | Masakazu Kagiyama  | Midori Itō        | Rena Inoue / Tomoaki Koyama            | Kaoru Takino / Kenji Takino             |
| 1993                                                                            | Nagoya     | Masakazu Kagiyama  | Yuka Satō         | Yukiko Kawasaki / Aleksey Tikhonov     | Kayo Shirahata / Hiroshi Tanaka         |
| 1994                                                                            | Yokohama   | Fumihiro Oikawa    | Yuka Satō         | Yukiko Kawasaki / Aleksey Tikhonov     | Nakako Tsuzuki / Kazu Nakamura          |
| 1995                                                                            | Kobe       | Shin Amano         | Hanae Yokoya      | Titre non décerné                      | Nakako Tsuzuki / Juris Razguliaiev      |
| 1996                                                                            | Yokohama   | Takeshi Honda      | Midori Itō        | Titre non décerné                      | Nakako Tsuzuki / Juris Razguliaiev      |
| 1997                                                                            | Nagano     | Takeshi Honda      | Fumie Suguri      | Marie Arai / Yamato Tamura             | Aya Kawai / Hiroshi Tanaka              |
| 1998                                                                            | Kobe       | Yamato Tamura      | Shizuka Arakawa   | Marie Arai / Shin Amano                | Aya Kawai / Hiroshi Tanaka              |
| 1999                                                                            | Yokohama   | Yosuke Takeuchi    | Shizuka Arakawa   | Titre non décerné                      | Nakako Tsuzuki / Rinat Farkhoutdinov    |
| 2000                                                                            | Fukuoka    | Takeshi Honda      | Chisato Shiina    | Makiko Ogasawara / Takeo Ogasawara     | Nakako Tsuzuki / Rinat Farkhoutdinov    |
| 2001                                                                            | Nagano     | Takeshi Honda      | Fumie Suguri      | Makiko Ogasawara / Takeo Ogasawara     | Nakako Tsuzuki / Rinat Farkhoutdinov    |
| 2002                                                                            | Kadoma     | Yosuke Takeuchi    | Fumie Suguri      | Yuko Kavaguti / Alexander Markuntsov   | Rie Arikawa / Kenji Miyamoto            |
| 2003                                                                            | Kyōto      | Takeshi Honda      | Fumie Suguri      | Yuko Kavaguti / Alexander Markuntsov   | Rie Arikawa / Kenji Miyamoto            |
| 2004                                                                            | Nagano     | Yamato Tamura      | Miki Andō         | Titre non décerné                      | Nozomi Watanabe / Akiyuki Kido          |
| 2005                                                                            | Yokohama   | Takeshi Honda      | Miki Andō         | Yuko Kavaguti / Devin Patrick          | Nozomi Watanabe / Akiyuki Kido          |
| 2006                                                                            | Tōkyō      | Daisuke Takahashi  | Fumie Suguri      | Titre non décerné                      | Nozomi Watanabe / Akiyuki Kido          |
| 2007                                                                            | Nagoya     | Daisuke Takahashi  | Mao Asada         | Titre non décerné                      | Nozomi Watanabe / Akiyuki Kido          |
| 2008                                                                            | Kadoma     | Daisuke Takahashi  | Mao Asada         | Titre non décerné                      | Cathy Reed / Chris Reed                 |
| 2009                                                                            | Nagano     | Nobunari Oda       | Mao Asada         | Narumi Takahashi / Mervin Tran         | Cathy Reed / Chris Reed                 |
| 2010                                                                            | Kadoma     | Daisuke Takahashi  | Mao Asada         | Narumi Takahashi / Mervin Tran         | Cathy Reed / Chris Reed                 |
| 2011                                                                            | Nagano     | Takahiko Kozuka    | Miki Andō         | Narumi Takahashi / Mervin Tran         | Cathy Reed / Chris Reed                 |
| 2012                                                                            | Kadoma     | Daisuke Takahashi  | Mao Asada         | Narumi Takahashi / Mervin Tran         | Burina Oi / Taiyo Mizutani              |
| 2013                                                                            | Sapporo    | Yuzuru Hanyu       | Mao Asada         | Titre non décerné                      | Cathy Reed / Chris Reed                 |
| 2014                                                                            | Saitama    | Yuzuru Hanyu       | Akiko Suzuki      | Narumi Takahashi / Ryuichi Kihara      | Cathy Reed / Chris Reed                 |
| 2015                                                                            | Nagano     | Yuzuru Hanyu       | Satoko Miyahara   | Narumi Takahashi / Ryuichi Kihara      | Cathy Reed / Chris Reed                 |
| 2016                                                                            | Sapporo    | Yuzuru Hanyu       | Satoko Miyahara   | Sumire Suto / Francis Boudreau Audet   | Kana Muramoto / Chris Reed              |
| 2017                                                                            | Kadoma     | Shōma Uno          | Satoko Miyahara   | Sumire Suto / Francis Boudreau Audet   | Kana Muramoto / Chris Reed              |
| 2018                                                                            | Tōkyō      | Shōma Uno          | Satoko Miyahara   | Miu Suzaki / Ryuichi Kihara            | Kana Muramoto / Chris Reed              |
| 2019                                                                            | Kadoma     | Shōma Uno          | Kaori Sakamoto    | Miu Suzaki / Ryuichi Kihara            | Misato Komatsubara / Tim Koleto         |
| 2020                                                                            | Tōkyō      | Shōma Uno          | Rika Kihira       | Riku Miura / Ryuichi Kihara            | Misato Komatsubara / Tim Koleto         |
| 2021                                                                            | Nagano     | Yuzuru Hanyu       | Rika Kihira       | Titre non décerné                      | Misato Komatsubara / Tim Koleto         |
| 2022                                                                            | Saitama    | Yuzuru Hanyu       | Kaori Sakamoto    | Miyu Yunoki / Shoya Ichihashi          | Misato Komatsubara / Tim Koleto         |
| 2023                                                                            | Kadoma     | Shōma Uno          | Kaori Sakamoto    | Haruna Murakami / Sumitada Moriguchi   | Kana Muramoto / Daisuke Takahashi       |
| 2024                                                                            | Nagano     | Shōma Uno          | Kaori Sakamoto    | Yuna Nagaoka / Sumitada Moriguchi      | Misato Komatsubara / Tim Koleto         |
| 2025                                                                            | Kadoma     | Yuma Kagiyama      | Kaori Sakamoto    | Riku Miura / Ryuichi Kihara            | Utana Yoshida / Masaya Morita           |

## Records
Les records sont ici pour les patineurs ayant été au moins 6 fois champion du Japon.
- Catégorie Messieurs :

| Patineurs     | Nombre de titres | Années                                                     |
| ------------- | ---------------- | ---------------------------------------------------------- |
| Nobuo Satō    | 10               | 1957, 1958, 1959, 1960, 1961, 1962, 1963, 1964, 1965, 1966 |
| Takeshi Honda | 6                | 1996, 1997, 2000, 2001, 2003, 2005                         |
| Yuzuru Hanyu  | 6                | 2013, 2014, 2015, 2016, 2021, 2022                         |
| Shōma Uno     | 6                | 2017, 2018, 2019, 2020, 2023, 2024                         |

- Catégorie Dames :

| Patineuses    | Nombre de titres | Années                                               |
| ------------- | ---------------- | ---------------------------------------------------- |
| Midori Itō    | 9                | 1985, 1986, 1987, 1988, 1989, 1990, 1991, 1992, 1996 |
| Emi Watanabe  | 8                | 1973, 1974, 1975, 1976, 1977, 1978, 1979, 1980       |
| Etsuko Inada  | 7                | 1935, 1937, 1938, 1939, 1940, 1941, 1951             |
| Miwa Fukuhara | 6                | 1960, 1962, 1963, 1964, 1965, 1966                   |
| Mao Asada     | 6                | 2007, 2008, 2009, 2010, 2012, 2013                   |

- Catégorie Couples :

| Patineurs        | Nombre de titres | Années                                                                                                 |
| ---------------- | ---------------- | --- |
| Narumi Takahashi | 6                | Avec 2 partenaires : Mervin Tran (2009, 2010, 2011, 2012) et Ryuichi Kihara (2014, 2015)               |
| Ryuichi Kihara   | 6                | Avec 3 partenaires : Narumi Takahashi (2014, 2015), Miu Suzaki (2018, 2019) et Riku Miura (2020, 2025) |

- Catégorie Danse :

| Patineurs                                | Nombre de titres | Années |
| ---------------------------------------- | ---------------- | --- |
| Chris Reed                               | 10               | Avec 2 partenaires : Cathy Reed (2008, 2009, 2010, 2011, 2013, 2014, 2015) et Kana Muramoto (2016, 2017, 2018) |
| Satoshi Kaneko et Masami Takeuchi Yoshio | 8                | 1957, 1958, 1959, 1960, 1961, 1962, 1963, 1964                                                                 |
| Tadayuki Takahashi                       | 7                | Avec 2 partenaires : Yumiko Kage (1979) et Noriko Sato (1980, 1981, 1982, 1983, 1984, 1985)                    |
| Cathy Reed                               | 7                | Avec Chris Reed : 2008, 2009, 2010, 2011, 2013, 2014, 2015                                                     |